# 奥山恵
奥山 恵（おくやま めぐみ、1963年 - ）は、児童文学研究者、評論家、日本児童文学学会評議員。

## 略歴
1963年、千葉県生まれ。千葉県立東葛飾高等学校卒業、千葉大学大学院教育学研究科修士課程修了。1999年、「二つの語り、その90年代的《出口》をめぐって」で関英雄記念評論・研究論文募集入選（第1席）。2002年、「吉野源三郎「リンカーン伝」生成考―戦争をくぐるということ―」で日本児童文学学会四十周年記念論文佳作。2012年、『〈物語〉のゆらぎ－見切れない時代の児童文学－』で日本児童文学者協会新人賞受賞。現在、白百合女子大学・共立女子大学非常勤講師。

## 著書
- 『〈物語〉のゆらぎ－見切れない時代の児童文学－』くろしお出版, 2011.11.

## 論文等
- 「作品の中の「戦争」」（『日本児童文学』38巻3号）日本児童文学者協会編 1992.3
- 「「もうひとりの自分」考」（『児童文学研究』26）日本児童文学会編 1993.9
- 「家族とその外」（『日本児童文学』39巻11号）日本児童文学者協会編 1993.11
- 「「少数者」の系譜」（『日本児童文学』41巻6号）日本児童文学者協会編 1995.6
- 「〈すきま〉を名付ける」（『日本児童文学』42巻4号）日本児童文学者協会編 1996.4
- 「作品の〈出口〉へ」（『研究――日本の児童文学4 現代児童文学の可能性』）日本児童文学会編 東京書籍, 1998.8
- 「一歩手前の精神」（『ズッコケ三人組の大研究Ⅱ』）ポプラ社, 2000.3
- 「ひとは何になるのか」（『児童文学批評・事始め』）児童文学評論研究会編 てらいんく, 2002.10
- 「見える・見えない・見切れない」（『子どもの文化』35巻12号）子どもの文化研究所編 2003.12
- 「ノンフィクション時評比較ではなくつながりとして」（『日本児童文学』2004年3-4月号）日本児童文学者協会編 2004.3
- 「「民主主義」をめぐる旅」（『日本児童文学』2008年1-2月号）日本児童文学者協会編 2008.1
- 「「けなげな子ども」をこえて」（『子どもの本棚』2009年8月号）日本子どもの本研究会編 2009.8
- 「「本物の英雄」をもとめて――ヤマコはなぜ『ハックルベリー・フィンの冒険』を読み聞かせたのか――」（『日本児童文学』2020年3-4月号）日本児童文学者協会編 2020.3

## 参考・出典
- 『〈物語〉のゆらぎ－見切れない時代の児童文学－』くろしお出版, 2011.11. 著者紹介
- 奥山恵|Facebook.2017年10月16日閲覧。